# Pehr Frigel
Pehr Frigel (Né le 2 septembre 1750 à Kalmar et mort le 24 novembre 1842 à Stockholm) est un compositeur suédois.

## Biographie
Pehr Frigel est le fils de Petrus Frigelius (sv), un pasteur connu comme dessinateur.
Frigel fait ses études à Uppsala auprès de Johann Gottlieb Naumann, Joseph Martin Kraus et Francesco Antonio Uttini. En 1778 il est admis à l'Académie royale de musique de Suède dont il devient le secrétaire en 1796. De 1811 à 1834 il est inspecteur de l'Institut d'enseignement de l'Académie où il enseigne la théorie de la musique de 1814 à 1830.
Frigel est l'auteur d'un opéra, un singspiel, un oratorio Christus auf dem Ölberg, des œuvres de chant et pour orchestre, des cantates et des chansons.